# Tecnico di volo
Il tecnico di volo è un membro dell'equipaggio (membro di condotta) di aerei civili e militari, identificato anche come "CM3" ("Crew Member").

## Mansioni
È addetto al controllo e alla gestione di tutti gli impianti di bordo, tra cui il controllo di spinta dei motori, la regolazione della pressurizzazione e del condizionamento, la distribuzione e il trasferimento del carburante e il controllo dell'impianto elettrico. È inoltre integrato con i due piloti per la gestione della navigazione, delle radiocomunicazioni, delle procedure normali, anormali e di emergenza.
Negli aerei di vecchia generazione, con motori a pistoni, era denominato "motorista di bordo". È presente nell'equipaggio dei seguenti aerei: DC-8, DC-10, Airbus A300, Boeing 707, Boeing 727, Boeing 747-100, Boeing 747-200 e Boeing 747-300.
Sullo Space Shuttle era impiegato con mansioni analoghe.